# 클레어 매과이어
클레어 매과이어(Clare Maguire, 1988년 9월 15일 ~ )는 잉글랜드의 싱어송라이터이다.